# Musei universitari italiani
Ecco una lista dei musei universitari italiani:

## Centri interuniversitari
- Museo nazionale dell'Antartide Felice Ippolito – Genova, Siena, Trieste

## Ancona
Università Politecnica delle Marche 
- Erbario
- Orto botanico Selva di Gallignano

## Bari
Università degli Studi di Bari Aldo Moro 
- Museo di fisica
- Museo di scienze della terra
- Museo di zoologia
- Orto botanico di Bari

## Bologna
Università di Bologna 
- Erbario e museo botanico
- Museo del IX centenario
- Museo della Specola di Bologna
- Museo delle cere anatomiche L. Cattaneo
- Museo europeo degli studenti
- Museo di anatomia comparata
- Museo di anatomia degli animali domestici
- Museo di anatomia patologica e teratologia veterinaria
- Museo di antropologia
- Museo di fisica
- Museo di mineralogia Luigi Bombicci
- Museo di palazzo Poggi
- Museo di zoologia
- Museo geologico Giovanni Cappellini
- Orto botanico di Bologna
- Villa Zeri,[1] Mentana

## Cagliari
Università degli Studi di Cagliari 
L’Università degli studi di Cagliari gestisce le seguenti collezioni attraverso il Centro Interdipartimentale dei Musei, delle Collezioni e dell’Archivio Storico (CIMCAS).
- Museo di fisica
- Collezione degli strumenti e apparecchi di chimica dell’Università di Cagliari
- Museo di mineralogia Leonardo de Prunner
- Museo di zoologia
- Museo Herbarium
- Archivio Storico Universitario (Cagliari)
- Collezione sarda Luigi Piloni
- MUACC - Museo Universitario delle Arti e Culture Contemporanee
- Museo delle cere anatomiche Clemente Susini
- Collezioni Archeologiche Universitarie di Cagliari (Collezione Litica Preistorica e Collezione Evan Gorga)
- Museo sardo di geologia e paleontologia Domenico Lovisato
- Orto botanico di Cagliari
- Museo sardo di antropologia ed etnografia

## Camerino
Università degli Studi di Camerino 
- Museo della memoria
- Museo di scienze naturali
- Orto botanico ed arboretum dell'Università di Camerino

## Campobasso
Università degli Studi del Molise 
- Erbario
- Museo di zootecnia ed anatomia degli animali domestici

## Catania
Università degli Studi di Catania 
- Erbario
- Museo di zoologia di Catania
- Museo di Mineralogia, Paleontologia e Vulcanologia
- Museo di fisica
- Orto botanico di Catania
- "Museo della Fabbrica"[3] del Monastero di San Nicolò l'Arena
- Museo di archeologia dell'Università di Catania

## Chieti
Università degli Studi "Gabriele d'Annunzio" 
- Museo delle scienze biomediche

## Ferrara
Università degli Studi di Ferrara 
- Museo anatomico G. Tumiati
- Museo di paleontologia e preistoria Piero Leonardi
- Orto botanico dell'Università di Ferrara

## Firenze
Università degli Studi di Firenze 
- Museo di storia naturale
  - Sezione di zoologia La Specola
  - Sezione di antropologia ed etnologia
  - Sezione di botanica
  - Sezione di geologia e paleontologia
  - Sezione di mineralogia e litologia
  - Giardino dei Semplici

## Genova
Università degli Studi di Genova 
- Museo del dipartimento di biologia sperimentale ambientale e applicata
- Museo di chimica
- Museo di etnomedicina Antonio Scarpa
- Museo di fisica
- Museo di scienze della terra
- Orto botanico di Genova

## L'Aquila
Università degli Studi dell'Aquila 
- Giardino botanico alpino Vincenzo Rivera
- Orto botanico dell'Aquila

## Lecce
Università del Salento 
- Gabinetto di fisica del Collegio Argento
- Museo dell'ambiente
- Museo di biologia marina
- Museo papirologico
- Museo storico-archeologico
- Orto botanico di Lecce

## Macerata
Università degli Studi di Macerata 
- Museo della Scuola Paolo e Ornella Ricca

## Messina
Università degli Studi di Messina 
- Orto botanico Pietro Castelli

## Milano
Università degli Studi di Milano 
- Erbario e museo botanico
- Museo didattico di zoologia
- Museo astronomico di Brera
- Orto botanico di Brera (detto anche Hortus Botanicus Braidensis)
- Orto botanico Città Studi
- Orto botanico G. E. Ghirardi
- Storia e scienza a Brera

## Modena
Università degli Studi di Modena e Reggio Emilia 
- Museo di anatomia di Modena[4]
- Museo astronomico e geofisico[4]
- Museo universitario di storia naturale e della strumentazione scientifica[4]
- Orto Botanico dell'Università di Modena[4]
- Gemma. Museo Mineralogico e Geologico Estense

## Napoli
Università degli Studi di Napoli Federico II 
- Centro musei delle scienze naturali e fisiche
  - Museo di paleontologia
  - Museo di mineralogia
  - Museo di zoologia
  - Museo di Antropologia
- Erbario Museo Comes
- Museo di entomologia
- Museo di fisica
- Museo di paleobotanica ed etnobotanica
- Orto botanico di Napoli
- Orto botanico e parco Gussone
- Orto botanico di Portici

 Università degli Studi della Campania Luigi Vanvitelli 
- Museo di anatomia umana
- Museo di farmacologia
- Museo di odontoiatria

 Università degli Studi di Napoli "L'Orientale" 
- Museo Orientale 'Umberto Scerrato'
- Museo della Società Africana d'Italia

 Università degli Studi "Suor Orsola Benincasa" 
- Gabinetto delle stampe
- Museo d'arte della fondazione Pagliara

## Padova
Università degli Studi di Padova 
- Museo di anatomia patologica
- Museo di antropologia
- Museo botanico
- Museo dell'educazione
- Museo di geologia e paleontologia
- Museo di macchine Enrico Bernardi
- Museo di mineralogia e petrologia
- Museo di scienze archeologiche e arte
- Museo di storia della fisica
- Museo di zoologia
- Specola di Padova
- Orto botanico di Padova

## Palermo
Università degli Studi di Palermo 
- Orto botanico di Palermo
- Museo storico dei motori e dei meccanismi
- Museo della radiologia
- Museo dell'osservatorio astronomico di Palermo Giuseppe S. Vaiana
- Museo dell'istituto di zoologia Pietro Doderlein
- Museo di paleontologia e geologia Gaetano Giorgio Gemmellaro

## Parma
Università degli Studi di Parma 
- Museo anatomico veterinario
- Museo di mineralogia
- Museo di storia naturale
- Museo dipartimentale di anatomia umana, farmacologia e scienze medico-forensi
- Museo paleontologico parmense
- Orto botanico di Parma

## Pavia
Università degli Studi di Pavia 
- Gabinetto di fisica Alessandro Volta
- Museo della tecnica elettrica
- Museo di anatomia
- Museo di archeologia
- Museo di mineralogia
- Museo di storia naturale
- Museo per la storia dell'università di Pavia (sezioni di fisica e di medicina)
- Orto botanico di Pavia

## Perugia
Università degli Studi di Perugia 
- Erbario Cicioni
- Museo di anatomia umana
- Museo di fisica
- Orto botanico di Perugia

## Pisa
Università di Pisa 
- Collezioni egittologiche dell'Università di Pisa
- Gipsoteca d'arte antica
- Museo della Grafica
- Museo anatomico veterinario
- Museo di anatomia patologica
- Museo di anatomia umana
- Museo di storia naturale e del territorio
- Museo degli strumenti per il calcolo
- Orto e museo botanico

## Rende
Università della Calabria 
- Museo di storia naturale della Calabria e orto botanico

## Roma
Università degli Studi di Roma "La Sapienza" 

- Erbario e museo di botanica
- Museo del Vicino Oriente
- Museo delle antichità etrusche e italiche
- Museo delle origini
- Museo di anatomia comparata Giovanni Battista Grassi
- Museo di anatomia patologica
- Museo di antropologia
- Museo di arte classica
- Museo di arte e giacimenti minerari
- Museo di chimica
- Museo di fisica
- Museo di geologia
- Museo di idraulica
- Museo di merceologia
- Museo di mineralogia
- Museo di paleontologia
- Museo di storia della medicina
- Museo di zoologia
- Museo laboratorio di arte contemporanea
- Orto botanico di Roma

 Università degli Studi di Roma Tor Vergata 
- Museo dell'immagine gotografica e delle arti visuali
- Orto botanico di Tor Vergata

 Università degli Studi Roma Tre 
- Museo della Scuola e dell'Educazione "Mauro Laeng"
- Museo di Zoologia e Anatomia Comparata

## Salerno
Università degli Studi di Salerno 
- Museo di arte contemporanea

## Sassari
Università degli Studi di Sassari 
- Museo nazionale della scienza e della tecnologia Leonardo da Vinci
- Orto botanico di Sassari

## Siena
Università degli Studi di Siena 
- Orto botanico di Siena

## Torino
Politecnico di Torino 
- Museo virtuale del Politecnico

 Università degli Studi di Torino 
- Erbario
- Museo di geologia e paleontologia
- Museo di anatomia umana Luigi Rolando
- Museo di antropologia criminale Cesare Lombroso
- Museo di antropologia ed etnografia
- Museo di fisica
- Museo di mineralogia
- Museo di zoologia sistematica
- Orto botanico di Torino
- Museo di odontoiatria

## Trieste
Università degli Studi di Trieste 
- Museo di fisica
- Museo di mineralogia e petrografia
- Orto botanico di Trieste

## Urbino
Università degli Studi di Urbino "Carlo Bo" 
- Museo di strumenti scientifici
- Orto botanico di Urbino

## Viterbo
Università degli Studi della Tuscia 
- Museo erbario
- Orto botanico di Viterbo